# Wan Zack Haikal
Wan Zack Haikal bin Wan Noor (Jawi وان زاك هايكال بن وان نور; * 28. Januar 1991 in Pahang) ist ein malaysischer Fußballspieler.

## Karriere
Wan Zack Haikal begann seine Profilaufbahn 2007 beim Zweitligisten FELDA United. 2008 wechselte er zu Harimau Muda A. 2011 wurde er an den slowakischen Erstligisten FC Zlaté Moravce ausgeliehen. 2012 kehrte er zu Harimau Muda A zurück. 2013 unterschrieb er einen Vertrag beim japanischen Drittligisten FC Ryūkyū. 2014 kehrte er nach Malaysia zurück. Hier unterschrieb er einen Vertrag beim Erstligisten Kelantan FC. Für dem Verein bestritt er 41 Erstligaspiele und schoss dabei sieben Tore. 2017 wechselte er zu FELDA United. Am Ende der Saison 2017 stieg der Verein in die zweiten Liga ab. Im Dezember 2018 wechselte er zum Erstligisten Selangor FC. 2022 wechselte er zu Perak FC.